# Dwejra
Dwejra a máltai Għawdex (Gozo) szigetének egyik legszebb tája a sziget nyugati partján. Nevét egy, a beltenger partján állt házról kapta, korábbi névalakjai Doviera vagy Dueira. Különleges természeti értékei miatt a máltai kormány javasolta az UNESCO Világörökség egyik helyszínéül. Az itt található híres természeti képződmény, az Azúr Ablak 2017. március 8-ra virradóan a tengerbe omlott és megsemmisült.

## Kőzetei és növényzete

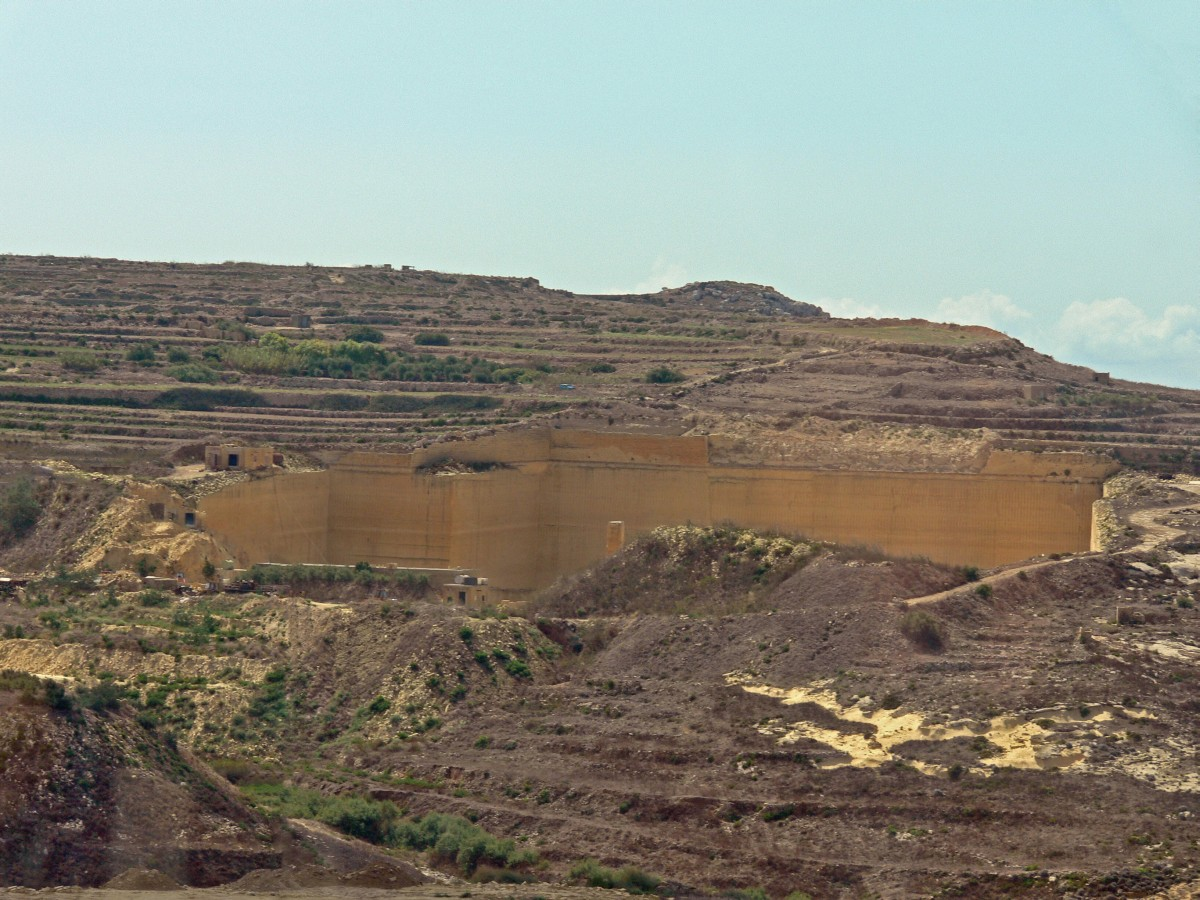
Kőfejtő Dwejra közelében

A természet erejének köszönhetően a szigeteket alkotó kőzetek szinte mindegyike fellelhető a területen. Az alsó korallmészkő-réteg legjobban a meredek sziklafalakban és a beltenger talajában figyelhető meg. A globigerinás mészkő szinte fehéres sárga alapja jellemző az egykori Azúr Ablak környékére, és könnyen felismerhető a tömegével megjelenő fosszíliákról. A kékagyag-kibúvások a legritkábbak, főként a völgy lejtőin figyelhetők meg, a zöld homokkő pedig hiányzik Dwejránál. A beltenger az egyik legnagyobb ismert beszakadásos mélyedés.
Eredeti flórája viszonylag nagy területen felismerhető, bár a területen általánosak az emberi beavatkozás nyomai: sok területet használnak földművelésre, és az építőanyag kinyerésére nyitott kőfejtők is jelentős területeket fednek le. Legfőbb növényei a mezőgazdaság fokozatos megszűnésével teret hódító eukaliptusz- és akácia-fajták. A szélnek jobban kitett, magasabb területeken inkább csak fűfélék élnek.

## Története

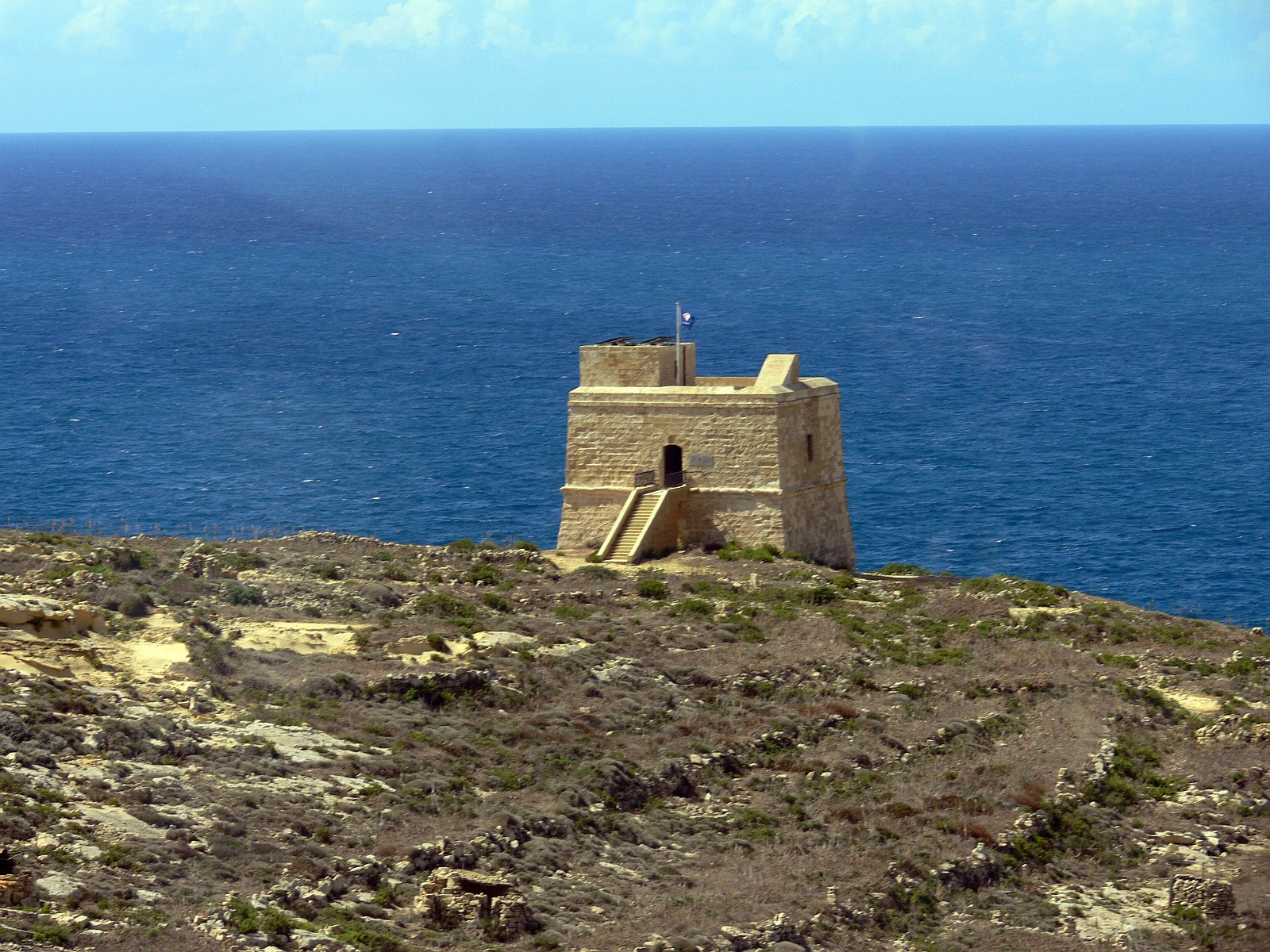
A Dwejra torony

Legkorábbi lakóinak emlékei a kápolna fölötti őskori keréknyomok. A terület ezután sokáig lakatlan volt. Később két kis kikötő jött létre, az egyik Qawrában a beltenger homokos partján, a másik a Bajja tad-Dwejra vagy Il-Port a Dwejra-öbölben. 1651-ben Jean Paul Lascaris-Castellar nagymester utasítására őrtorony (Dwejra torony) épült az öböl felett, hogy a tengert figyelje és a Generális-sziklát őrizze. A község az 1667-es összeírásban még Santa Chatarina részeként szerepel Dueira néven. Brichelot és Bremond 1718-as térképén a neve Doviera. San Lawrenz egyházközségének létrehozása óta ide tartozik. A 20. században a sziget egyik fontos építőanyag-lelőhelyét jelentették az itt nyitott kőfejtők. A község legfontosabb vonzereje, sok turista egyedül az Azúr Ablak miatt utazott ide. A turizmus pusztító hatása miatt a Nature Trust Malta természetvédő szervezet létrehozta a Dwejra Heritage Parkot, hogy a táj értékeinek megóvásáról és megfelelő bemutatásáról gondoskodjon. Ennek ellenére 2010 őszén az HBO stábja - a helyi ellenőrzés hiánya mellett - egy forgatáshoz nagy területen méteres vastagságban kőmorzsalékkal töltötte fel a védett felszínt, hatalmas károkat okozva. A helyszínt takarítás nélkül magára hagyták, önkéntesek és helyi hivatalok igyekeztek helyreállítani a védett terület eredeti állapotát. A hivatal a szakértők véleménye ellenére tagadta, hogy bármilyen káreset történt volna. Dwejra jelenleg az UNESCO Világörökségi cím egyik várományosa.

## Nevezetességei
Természeti:

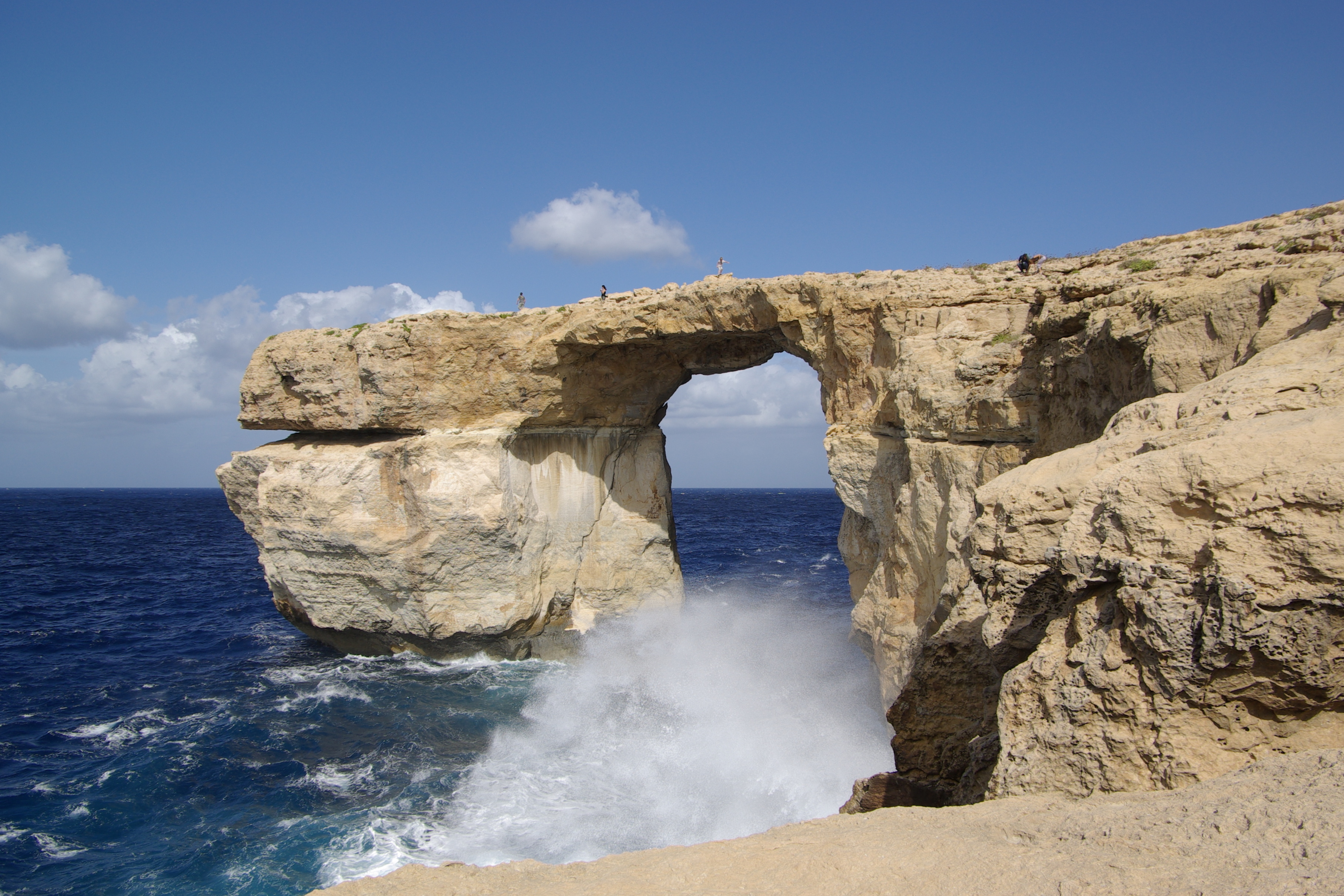
Az Azúr Ablak Dwejránál 2011-ben, amely 2017-ben egy viharban összeomlott

- Inland Sea: egy 400 méter átmérőjű mélyedésben kialakult beltenger, amely egy 60 méteres alagúton (Għar iż-Żerqa, Kék Barlang) át összeköttetésben van a nyílt tengerrel. A barlangok beszakadásával kialakult öböl a halászok kedvelt kikötőhelye
- Tieqa Żerqa (Azure Window, Azúr Ablak) - elpusztult. A természetes kőhíd majdnem 100 méter magasan ívelt a partra merőlegesen egy tengerben álló kőoszlopig. A viharok lassan pusztították az ívet, a 2010-es években már életveszélyes és tilos volt rálépni. 2012 áprilisában omlott le egy hatalmas sziklatömb a tengerben álló részről,[7] majd további nagy tömbök hullottak le róla, míg 2017. március 8-án végleg összeomlott, a képek tanúsága alapján nem csak a híd, hanem a tengerben álló oszlop is[8]
- Generális-szikla (Il-Ġebla tal-Ġeneral, vagy Fungus Rock, Gomba-szikla): a parttól néhány méterre egy 60 méter magas szikla áll a tengerben. 1992 óta szigorúan védett terület

Kulturális:
- A keréknyomok a Szent Anna kápolna mögött az ember legkorábbi nyomai a területen, a nem messzi Il-Mixta barlangjával együtt Málta legkorábbi lakóinak nyomát őrzik
- Dwejra torony: 1651-ben építtette Jean Paul Lascaris-Castellar nagymester. A tenger megfigyelése mellett a Generális-szikla őrzése is a feladatai közé tartozott. 1873-ig használták a part őrzésére, azóta csak állagmegóvást végeznek időnként
- Szent Anna kápolna

Sport:
- Kitűnő merülőhelyek várják a búvárokat, legkedveltebb a Ħofra tal-Bedwin (Kék Lyuk) és a Generális-szikla környéke, ahol gazdag élővilággal találkozhatnak

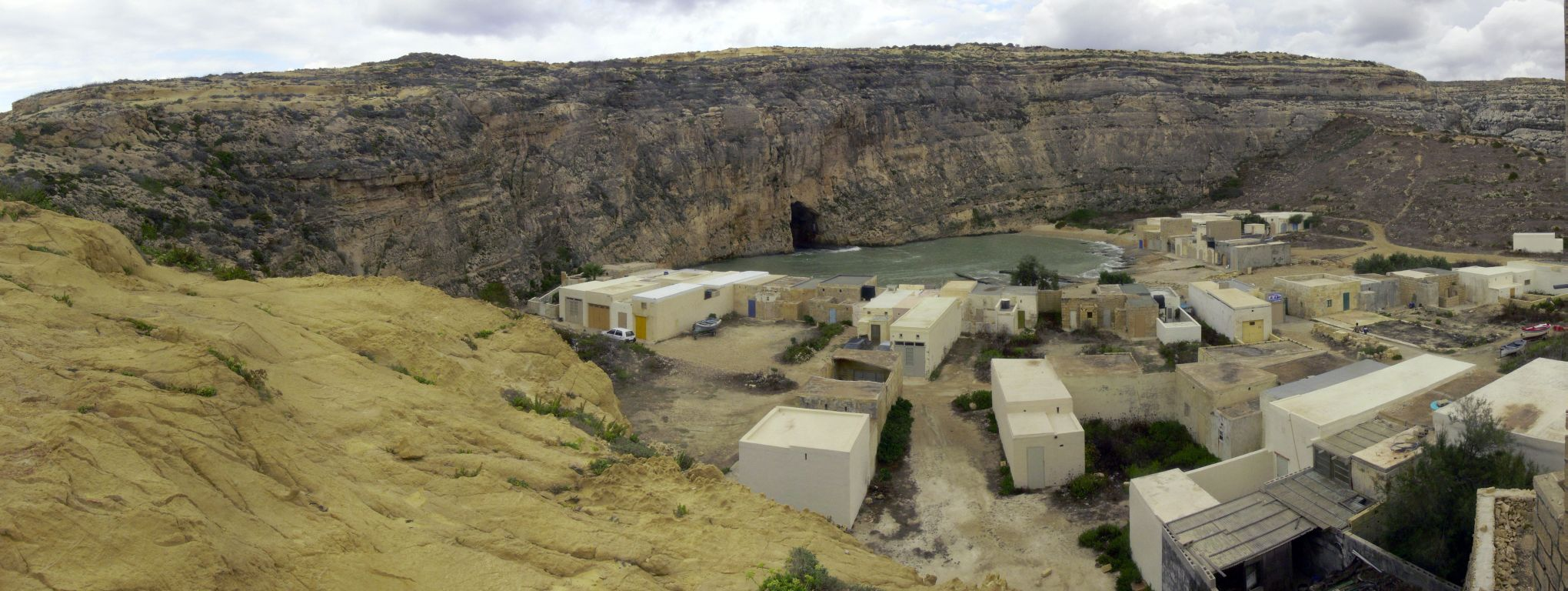
Qawra panorámája a beltengerrel

## Érdekességek
A környék számos film helyszínéül szolgált:
- Single Handed (50-es évek)
- Clash of the Titans (1979)
- Actor III (1985)
- Among Wolves (1985)
- Christopher Columbus – The Discovery (1992)
- The Odyssey (1997)

## Közlekedés
Autóval, busszal illetve gyalog megközelíthető. Közúton San Lawrenz főterén balra fordulva érjük el. Gyalog választhatjuk a Santa Luċija felől jövő földutat is, amely az Għajn Għabdun domb lábánál halad el. Autóbuszjárata Ramla Bay-Rabat felől a 311.

## Képgaléria

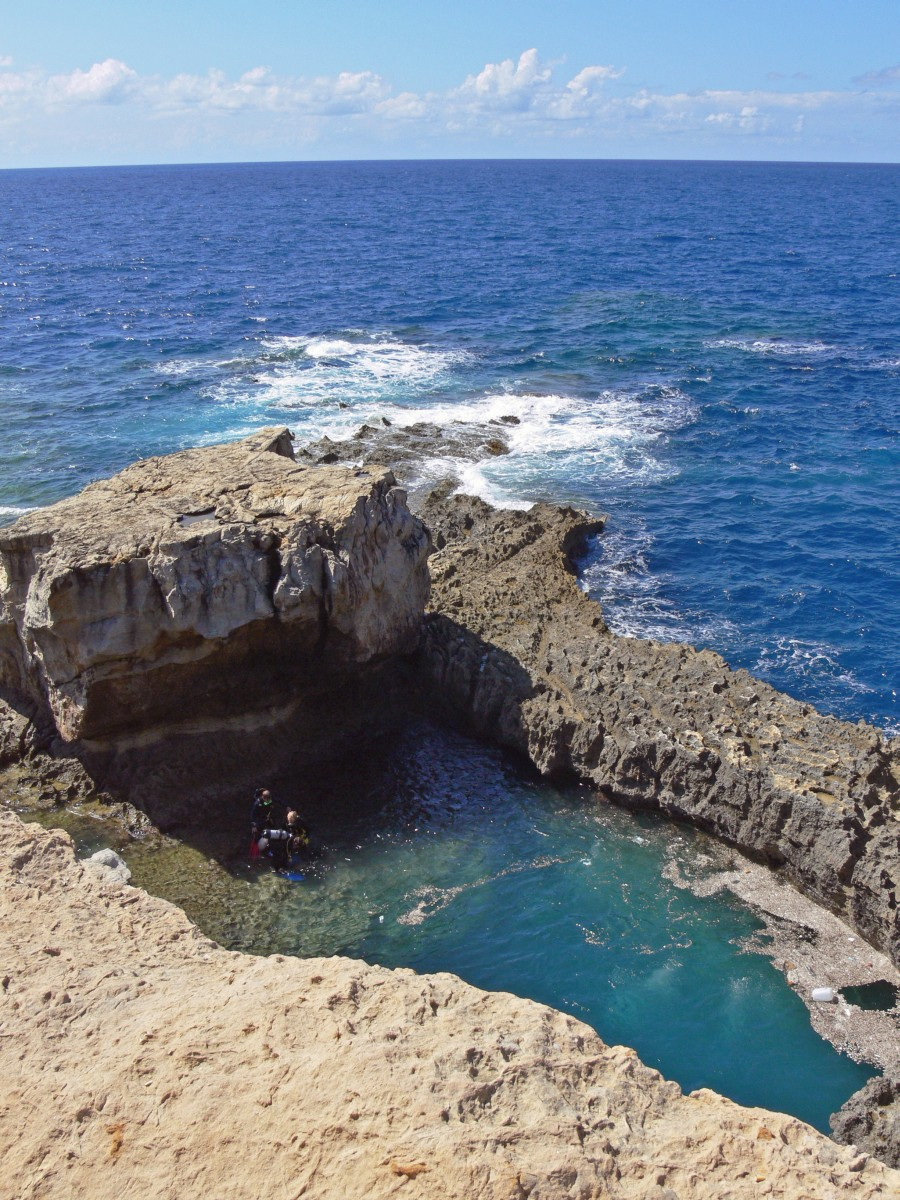
Ħofra tal-Bedwin (a Kék Lyuk), a búvárok egyik gyakorlóhelye
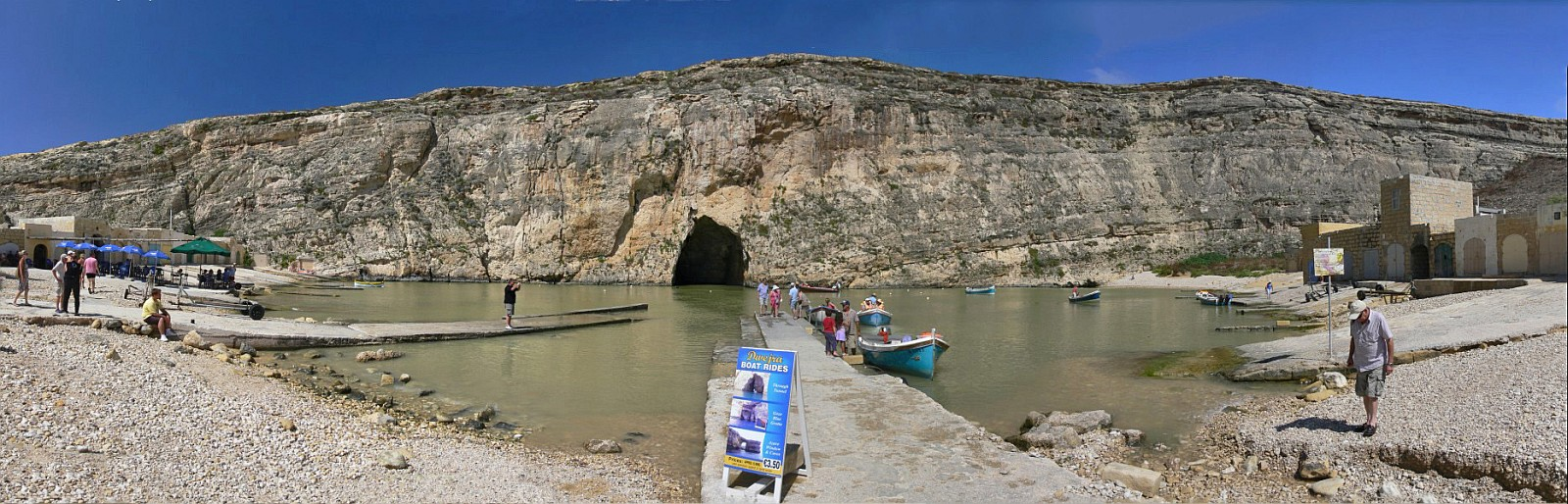
A beltenger panorámaképe